# 88470 Хоакінескріґ
88470 Хоакінескріґ (88470 Joaquinescrig) — астероїд головного поясу, відкритий 26 серпня 2001 року.
Тіссеранів параметр щодо Юпітера — 3,387.